# Hip Hip Hourra !
Pour plus de détails, voir Fiche technique et Distribution.
Hip Hip Hourra ! (Hip Hip-Hurry!) est un film américain d'animation Merrie Melodies de 6 minutes et mettant en scène Bip Bip et Vil Coyote réalisé par Chuck Jones en 1958.

## Fiche technique
- Réalisateur Chuck Jones
- Producteur Edward Selzer
- Compositeur Carl W. Stalling